# Stanisława Fleszarowa-Muskat

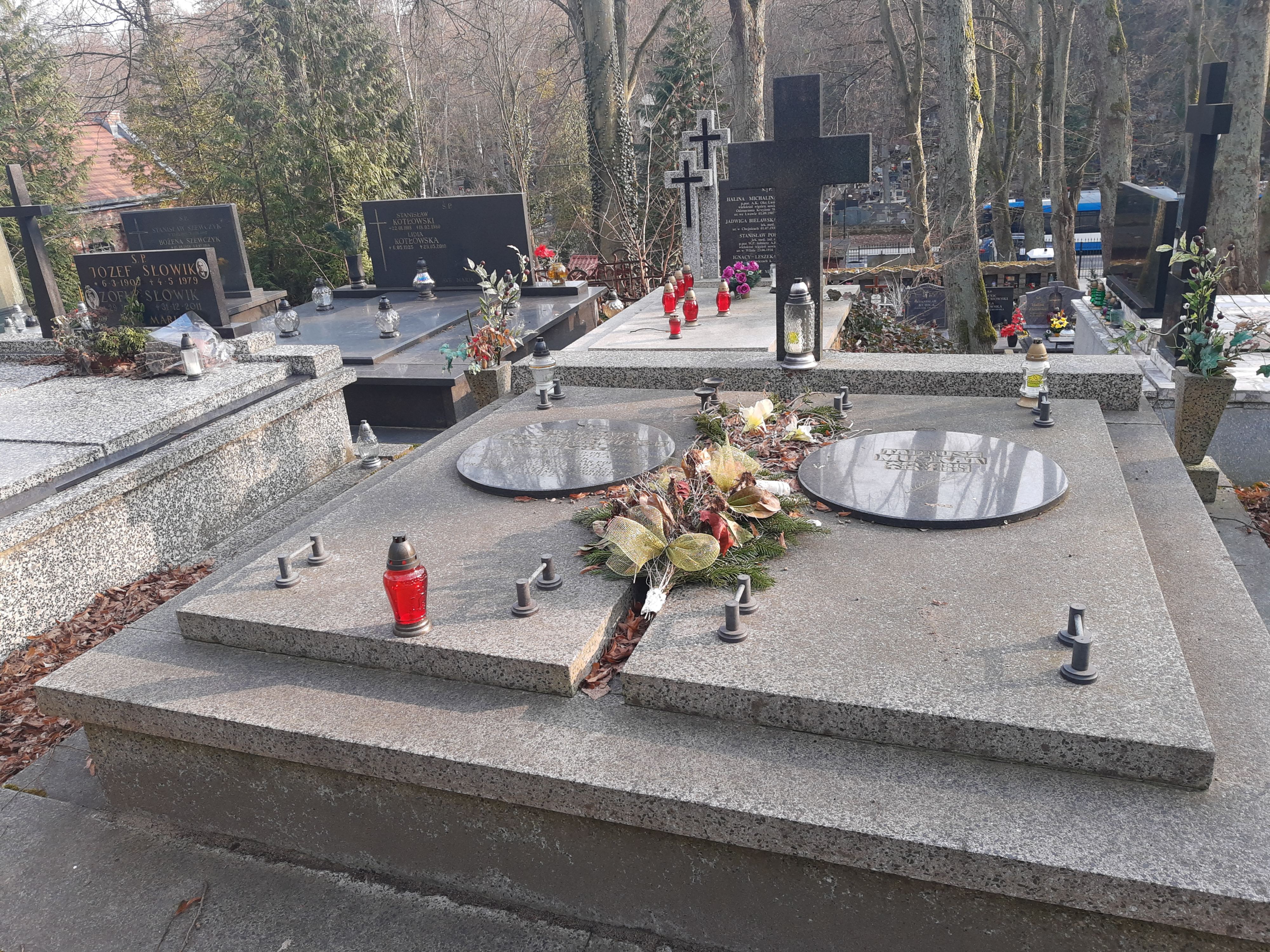
Grób Stanisławy Fleszarowej-Muskat na cmentarzu komunalnym w Sopocie

Stanisława Fleszarowa-Muskat (ur. 21 stycznia 1919 w Siennowie, zm. 1 października 1989 w Sopocie) – polska powieściopisarka, poetka, publicystka i dramaturg.

## Życiorys
Urodziła się w rodzinie nauczyciela Władysława Krzyckiego (ur. 1886) i Antoniny Anny Wandy z Isakiewiczów (ur. 1884) z pochodzenia Ormianki. Miała brata Zygmunta (ur. 1914). Wychowywała się i początkowe wykształcenie odebrała w Kole, gdzie jej ojciec był kierownikiem szkoły, a później burmistrzem. Tu ukończyła Publiczną Szkołę Powszechną oraz Prywatne Gimnazjum Koedukacyjne Towarzystwa „Oświata”. Jako kilkunastoletnia dziewczyna publikowała swoje wiersze na łamach lokalnej „Gazety Kolskiej”. W 1936 rozpoczęła studia na Wydziale Prawno-Ekonomicznym Uniwersytetu Poznańskiego, które ze względu na wybuch II wojny światowej musiała przerwać.
W kwietniu 1941 r. została wywieziona na roboty do Niemiec, w czasie urlopu wyjechała do Lwowa i na roboty nie powróciła. W 1949 r. we Lwowie poślubiła prawnika Jerzego Fleszara (1917–1970). Udało jej się uzyskać zwolnienie z dalszej pracy w Niemczech i zaczęła pracować w urzędzie we Lwowie. Na początku marca 1944 przeniosła się do Częstochowy, gdzie pracowała jako urzędniczka.
W połowie roku 1945 wyjechała do Gdyni, a następnie zamieszkała w Sopocie. W 1952 rozwiodła się z Jerzym Fleszarem i w 1957 poślubiła Tadeusza Muskata (1913–1999).
Na Wybrzeżu zajęła się pracą zawodową w instytucjach kulturalnych oraz pracą pisarską. Dziennikarka „Dziennika Bałtyckiego”, następnie inspektor kulturalno-oświatowy „Czytelnika” (1945–1950), kierownik literacki Teatru Wybrzeże (1950–1953), Estrady (1953–1955). Za swój debiut uznawała wydany w 1948 poemat historyczny Sen o morskiej potędze. 
Była długoletnią działaczką Towarzystwa Przyjaźni Polsko-Radzieckiej.
Dorobek twórczy Stanisławy Fleszarowej-Muskat jest bardzo bogaty i różnorodny, zważywszy, że była autorką ponad 700 różnych utworów (w tym tylko niewielka część nie była publikowana).
Zmarła 1 października 1989 w Sopocie, pochowana na cmentarzu komunalnym w Sopocie (kwatera E3-2-2).

## Twórczość

### Cykl o Magdalenie Łuminieckiej
- Pozwólcie nam krzyczeć (1957)
- Przerwa na życie (1960)
- Wizyta (1971)

Na podstawie pierwszego tomu w 1960 roku powstał polsko-niemiecki film pt. Spotkania w mroku w reżyserii Wandy Jakubowskiej.

### Cykl o Gdyni - Tak trzymać!
- Tak trzymać! Tom 1. Wiatr od lądu (1974)
- Tak trzymać! Tom 2. Brzeg (1978)
- Tak trzymać! Tom 3. Niepokonani, niepokorni (1978)

Na podstawie pierwszego tomu powstał film (2009) i czteroodcinkowy serial (2012) pt. Miasto z morza w reżyserii Andrzeja Kotkowskiego

### Pozostała twórczość (w porządku chronologicznym)
- Prześliczna bajeczka o misiu z miasteczka (1944)
- W służbie morza (1946)
- Sen o morskiej potędze (1948)
- ABC morskie (1948)
- Na stoczni (1949)
- Chopin i Zuska (1949)
- Lato nagich dziewcząt (1960)
- Milionerzy (1961)
- Kochankowie róży wiatrów (1961)
- Zbieg (1961) - słuchowisko radiowe
- Czterech mężczyzn na brzegu lasu (1963)
- Ostatni koncert (1965)
- Zatoka śpiewających traw (1967)
- Szukając gdzie indziej (1967)
- Noc pod Alpami (1967)
- Wycieczka-ucieczka (1968)
- Powrót do miejsc nieobecnych (1968)
- Jedna noc z tamtych lat (1969)
- Wczesną jesienią w Złotych Piaskach (1970)
- Papuga pana profesora (1970)
- Wzór dla kapitana (1971)
- Dwie ścieżki czasu (1973)
- Kochankowie muszą się rozstać (1975)
- Złoto nie złoto (1979)
- Most nad rwącą rzeką (1984)
- Czarny warkocz (1985)
- Pasje i uspokojenia (1987)
- Pod jednym dachem, pod jednym niebem (1988)

### Powieści wydane pośmiertnie
- Stangret jaśnie pani (1989)
- Portret dziewczyny na zielonym tle (1991)
- Łza (1992)
- Piękna pokora (1992)
- Nie wracają na obiad (1998)

Po roku 2010 Edipresse Polska wydało powieści Stanisławy Fleszarowej-Muskat w wersji kieszonkowej w 38 tomowym cyklu „Mistrzyni powieści obyczajowej”. Cykl zamyka pierwsza biografia pisarki wydana po raz pierwszy w 2013 roku pt. Na fali autorstwa Krystyny Świerkosz.

## Wyróżnienia
Wszystkie informacje o nagrodach, odznaczeniach i wyróżnieniach przyznanych Stanisławie Fleszarowej-Muskat.

### Odznaczenia
- 1955 – Medal 10-lecia Polski Ludowej
- 1964 – Krzyż Kawalerski Orderu Odrodzenia Polski
- 1969 – Krzyż Oficerski Orderu Odrodzenia Polski
- 1970 – Złota Odznaka „Zasłużony Pracownik Morza”
- 1971 – Odznaka „Zasłużony Działacz Kultury”
- 1973 – Brązowy Medal „Za zasługi dla obronności kraju”
- 1976 – Krzyż Komandorski Orderu Odrodzenia Polski
- 1978 – Brązowy Medal za zasługi dla Marynarki Wojennej PRL
- 1980 – Medal „Zasłużonemu dla polskiej marynistyki”
- Odznaka 1000-lecia Państwa Polskiego
- Odznaka honorowa „Zasłużonym Ziemi Gdańskiej”
- Odznaka honorowa „Za Zasługi dla Gdańska”

### Nagrody
- 1949 – Nagroda Zarządu Głównego Ligi Morskiej za nowelę Na stoczni
- 1950 – Nagroda miasta Gdyni za całokształt twórczości marynistycznej
- 1953 – Nagroda II stopnia w ogólnopolskim konkursie na wodewil wiejski
- 1954 – II nagroda CRZZ za opowiadanie o tematyce społecznej
- 1955 – Nagroda w konkursie literackim V Światowego Festiwalu Młodzieży w Warszawie (za opowiadanie Stara armata)
- 1957 – II nagroda (najwyższa) w konkursie Miejskiej Rady Narodowej w Krakowie za sztukę Cudzoziemcy
- 1958 – Nagroda Miasta Gdańska w dziedzinie literatury
- 1960 – Nagroda w konkursie Polskiego Radia za słuchowisko o Fryderyku Chopinie (Ostatni koncert)
- 1961 – II nagroda (najwyższa) w konkursie Polskiego Radia za słuchowisko o tematyce współczesnej pt. Zbieg
- 1961 – II nagroda na dorocznym konkursie literackim Wydziału Kultury WRN i gdańskiego oddziału ZLP za opowiadanie Ten trzeci[10]
- 1963 – II nagroda (najwyższa) w konkursie MRN w Krakowie za sztukę Dom na górze
- 1965 – II nagroda w konkursie TVP Warszawa na widowisko telewizyjne (ogłoszonym z okazji 20-lecia Ziem Zachodnich) za Dialog z minionym czasem
- 1967 – I nagroda Naczelnego Zarządu Kinematografii za scenariusz filmowy Ludzi znad zatoki
- 1968 – doroczna nagroda marynistyczna im. Mariusza Zaruskiego za całokształt twórczości, zwłaszcza za Kochankowie róży wiatrów, Milionerzy, Zatokę śpiewających tratw
- 1969 – I nagroda w ogólnopolskim konkursie literackim Polskiego Radia na słuchowisko o tematyce 25-lecia PRL - za W czas wojny i w czas pokoju[11]
- 1969 – Nagroda Państwowa II stopnia za całokształt twórczości
- 1969 – III nagroda w konkursie Naczelnej Redakcji Programów Artystycznych TV z okazji 25-lecia PRL za widowisko Tam i gdzie indziej
- 1969 – Nagroda Ministra Kultury i Sztuki II stopnia za osiągnięcia w dziedzinie twórczości literackiej
- 1973 – III nagroda Konkursu na polską sztukę współczesną we Wrocławiu za sztukę Mglista droga do Sacramento
- 1973 – Nagroda Prezydium WRN Gdańsk
- 1974 – Nagroda Wojewody Gdańskiego w dziedzinie kultury i nauki za całokształt twórczości literackiej[12]
- 1977 – Nagroda literacka II stopnia Wydawnictwa Ministerstwa Obrony Narodowej za trylogię Tak trzymać.
- 1979 – Nagroda Prezydenta Miasta Gdyni za rok 1979 w dziedzinie nauki, kultury i sztuki
- 1985 – Nagroda Miasta Gdańska w Dziedzinie Kultury „Splendor Gedanensis”[13]
- 1988 – Nagroda Prezydenta Miasta Sopotu „Brązowa Plakieta” za zasługi w dziedzinie literatury i dla kultury tego miasta

## Upamiętnienie
W 1991 roku powołana została Fundacja im. Stanisławy Fleszarowej-Muskat, która ma na celu gromadzenie, przechowywanie oraz udostępnianie zbiorów związanych z pisarką, a także promowanie jej twórczości poprzez reprinty wydawnictw oraz przydzielanie stypendiów wyróżniającym się studentom polonistyki UG. Imię pomorskiej literatki noszą ulice w Kole i w Gdyni. 